# Bánov (Slowakei)
Bánov (slowakisch 1927–1948 „Bánovská Kesa“ – bis 1927 „Bankesi“; ungarisch Bánkeszi) ist eine Gemeinde in der Westslowakei.

## Lage
Sie liegt im Donautiefland am Ufer der Nitra und ihren Seitenarms Malá Nitra, zwischen den Städten Šurany (5 km nach Norden) und Nové Zámky (7 km nach Süden).
Zur Gemeinde gehört neben dem Hauptort auch das im westlicheren Teil der Gemeinde gelegene Malá Kesa (1941 eingemeindet, ungarisch Kiskeszi).

## Geschichte
Der Ort wurde 1113 erstmals als Kescu erwähnt und gehörte zur Herrschaft von Burg Nitra.
In den Jahren 1241–43 und wieder von 1287 bis 1288 litt diese Gegend unter Tatareneinfällen.
1498 standen in Bánovská Kesa 17 und in Malá Kesa 19 Häuser.
In den Jahren 1554, 1596 und 1641 kam es infolge der Türkenkriege zu großen Verwüstungen. Nach 1685 wurde diese Gegend hauptsächlich durch Slowaken neu besiedelt.
1712 kaufte der Graf Alexander Károlyi die hiesigen Besitzungen, welche der Familie bis zur Abschaffung der Leibeigenschaft 1781 gehörten.
Bereits 1811 wurde im Ort eine Grundschule errichtet.
1831 brach in dem Gebiet die Cholera aus, von den 1263 Einwohnern konnten 102 geheilt werden, 81 starben.
1845 vernichtete ein Großbrand zwei Drittel des Dorfes, ein weiterer 1857 über die Hälfte. Der zum Komitat Unter-Neutra und zum Stuhlbezirk Neuhäusel gehörende Ort hatte zu dieser Zeit 1452 katholische Einwohner und 76 Israeliten.
Zwischen 1897 und 1900 wurde die Bahnlinie von Neuhäusel nach Šurany gebaut.
Bis 1918 gehörte der Ort im Komitat Neutra zum Königreich Ungarn, kam dann zur neu entstandenen Tschechoslowakei. Am 19. Juni 1919 überquerte die ungarische Armee den Fluss Nitra östlich des Ortes. Tschechoslowakische Truppen zogen sich auf eine neue Verteidigungsstellung westlich des Dorfes und der Eisenbahn zurück. Das Artilleriegefecht dauerte zwei Tage. Letztlich konnten 1200 tschechoslowakische Soldaten die etwa 4000 ungarischen Soldaten zurückschlagen.
Bánov wurde aber auf Grund des Ersten Wiener Schiedsspruchs von 1938 bis 1945 wieder ein Teil Ungarns.
Während des Zweiten Weltkrieges wurden hier zwischen Weihnachten 1944 und Neujahr 1945 Verteidigungsstellungen gegen die Rote Armee errichtet. Beim Kampf um das Dorf im März 1945 fielen 82 Rotarmisten, 90 deutsche Soldaten und 10 Zivilisten.
Seit 1993 ist er ein Teil der heutigen Slowakei.

## Bevölkerung
| Jahr                | 1994 | 2004    | 2014    | 2024    |
| ------------------- | ---- | ------- | ------- | ------- |
| Anzahl der Personen | 3760 | 3742    | 3709    | 3548    |
| Unterschied         |      | −0,47 % | −0,88 % | −4,34 % |

| Jahr                | 2023 | 2024    |
| ------------------- | ---- | ------- |
| Anzahl der Personen | 3582 | 3548    |
| Unterschied         |      | −0,94 % |

## Sehenswürdigkeiten
Im Ort gibt es eine katholische Kirche des Heiligen Erzengels Michael aus dem Jahr 1842.

## Wirtschaft
Neben der Landwirtschaft und dem Kleingewerbe bestehen keine bedeutenden Betriebe.

## Verkehr
Der Bahnhof befindet sich an der Bahnstrecke Nové Zámky–Šurany abseits des Ortes. Es gibt mehrere Bushaltestellen, welche durch regionale Linien bedient werden.